# Phimose

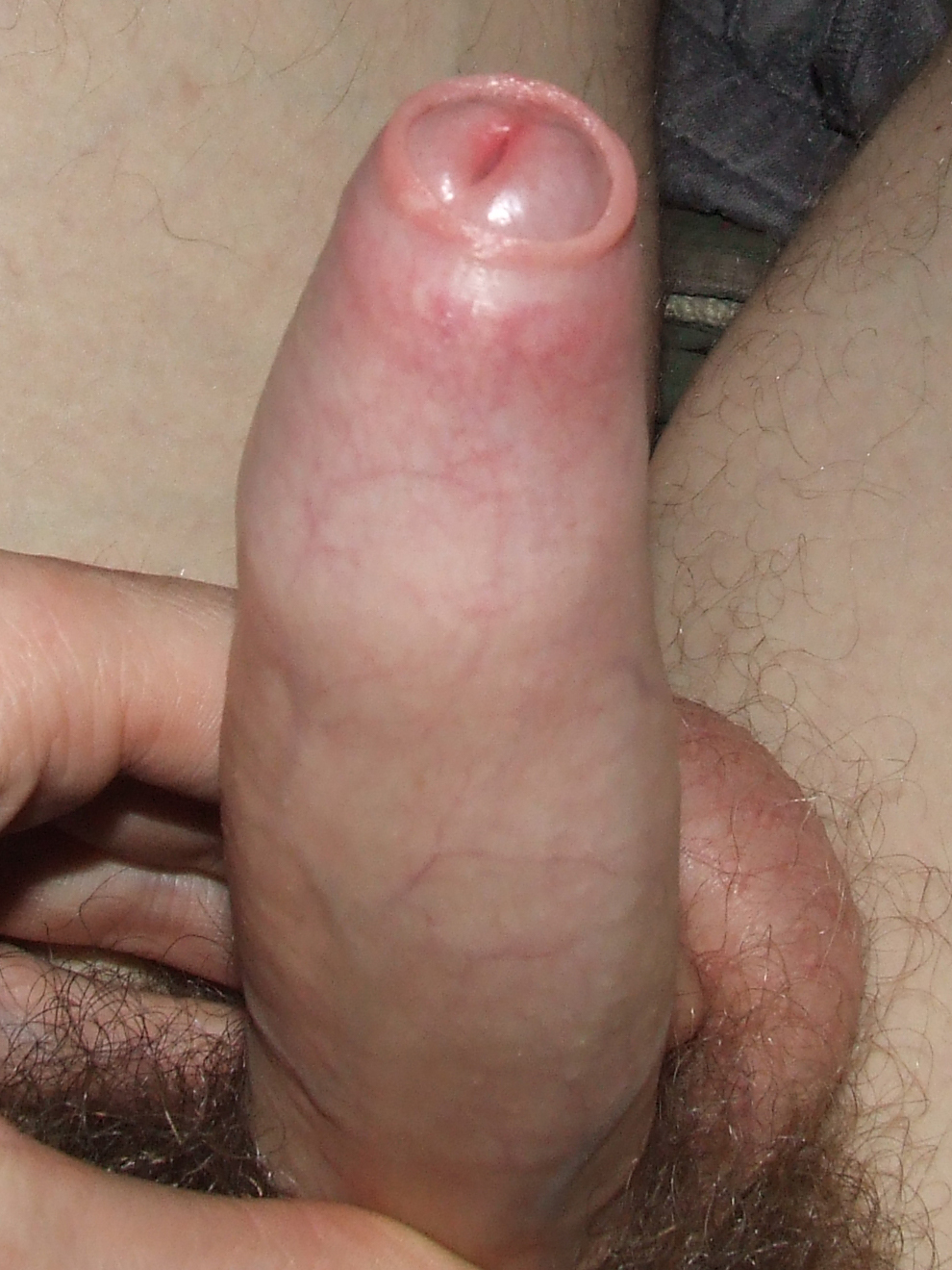
Erigierter Penis mit Phimose

Die Phimose (von altgriechisch φῑμός phīmós „Maulkorb, Knebel“) oder Vorhautverengung ist eine Verengung der Öffnung der Vorhaut des Penis. Dadurch lässt sich die Vorhaut nicht oder nur mit Schmerzen hinter die Eichel zurückziehen. Dies ist zunächst kein krankhafter Zustand, sondern eine anatomische Gegebenheit, die einer physiologischen Entwicklung bis zum Abschluss der Pubertät unterliegt. Bei Jungen kann es bis zum Abschluss der Pubertät normal sein, dass sich die Vorhaut nicht über die Eichel zurückziehen lässt. Erst etwa die Hälfte der 7-Jährigen und zwei Drittel der 10-Jährigen haben eine weitgehend zurückziehbare Vorhaut. Daher soll gemäß aktueller medizinischer Leitlinie eine Behandlung der Phimose nicht per se aufgrund des Vorliegens einer Enge oder fehlender Zurückziehbarkeit erfolgen, sondern nur dann, wenn die Phimose Beschwerden verursacht.
Hinsichtlich der Ursache werden zwei Arten der Phimose unterschieden:
1. Die physiologische Vorhautverklebung und -enge, auch physiologische („entwicklungsbedingte“) Phimose oder kongenitale („angeborene“) Phimose genannt, ist die natürliche Vorhautenge und Verklebung der Vorhaut mit der Eichel und kommt entwicklungsbedingt bei etwa 96 % der neugeborenen Jungen vor, löst sich aber in der Regel bis zum Abschluss der Pubertät von selbst. Sie ist harmlos und erfordert primär keine Behandlung. Wenn sich dieser Zustand bis zum Abschluss der Pubertät nicht zurückbildet, spricht man von einer primären Phimose.
2. Die sekundäre („erworbene“) Phimose oder auch pathologische („krankhafte“) Phimose ist eine narbige Verengung der Vorhaut, häufig bedingt durch lokale Entzündungen, traumatische Retraktionsversuche oder eine Lichen sclerosus genannte Hautkrankheit. Sie ist durch die Ausbildung eines narbigen Schnürringes gekennzeichnet. Bei der sekundären Phimose kann in Bezug auf die Form auch zwischen der vollständigen Phimose und der unvollständigen Phimose unterschieden werden. Lässt sich die Vorhaut schon im schlaffen Zustand des Penis nicht über die Eichel zurückbringen, spricht man von einer vollständigen Phimose. Bei einer unvollständigen Phimose macht das Zurückziehen der Vorhaut nur beim erigierten Penis Schwierigkeiten, und es besteht die Gefahr einer Paraphimose.[2]

Auch bei der Frau wird eine Verengung der Klitorisvorhaut als Phimose bezeichnet (engl. clitoral phimosis - „Klitorisphimose“).

## Physiologische Phimose

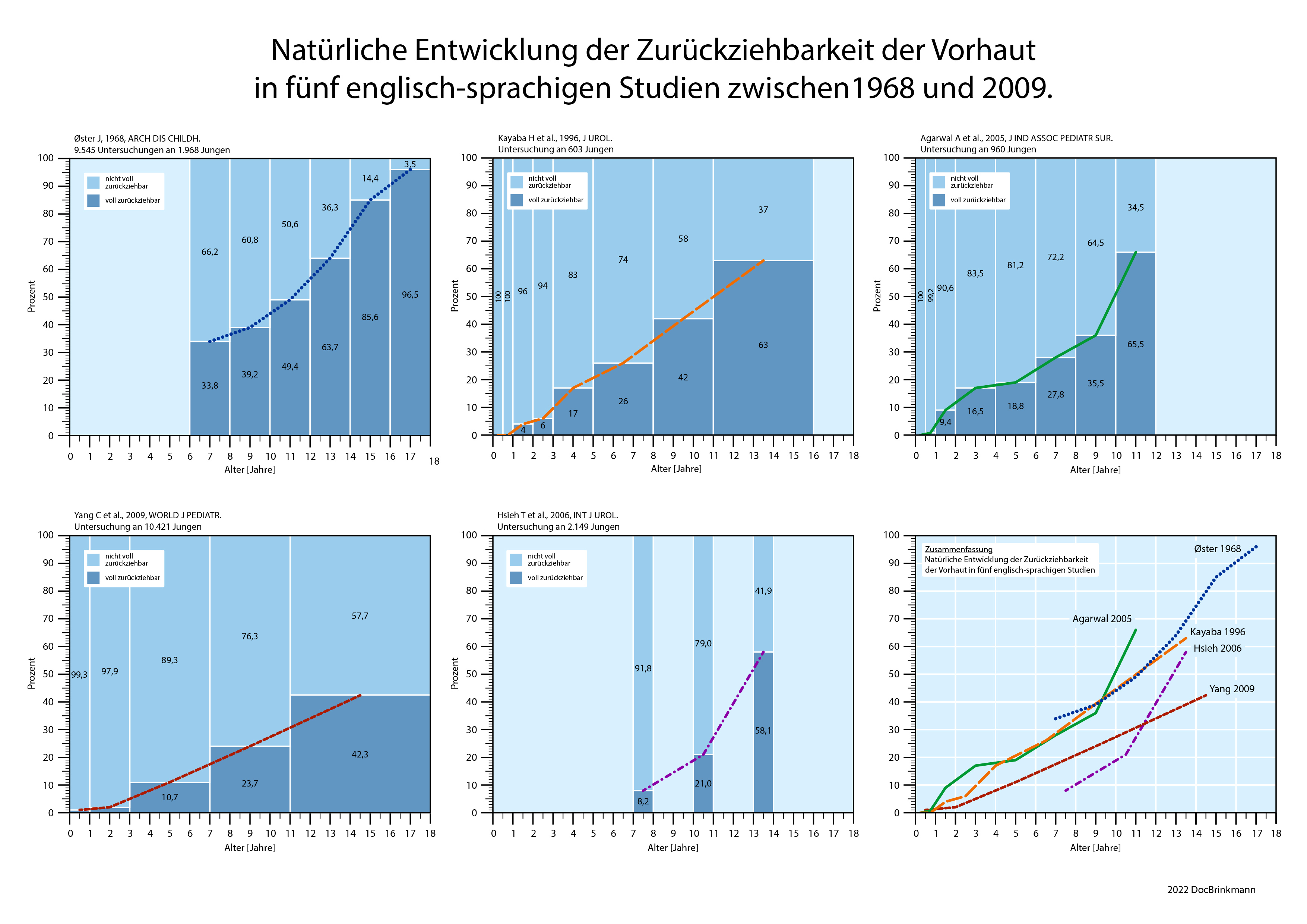
Natürliche Entwicklung der Zurückziehbarkeit der Vorhaut in fünf englisch-sprachigen Studien.

Während der Embryonalentwicklung bilden das Innenblatt der Vorhaut und das Gewebe der Eichel ein Gewebe. Bei der Geburt ist die Vorhaut daher mit der Eichel verklebt und die Vorhautöffnung ist noch so verengt, dass die Eichel nicht hindurch passt. Vom Vorliegen dieser physiologischen Vorhautverklebung und -enge, oder auch physiologischen Phimose genannt, kann bei 96 % der neugeborenen Jungen ausgegangen werden. Sie ist harmlos und bedarf primär keiner Behandlung. Die physiologische Phimose löst sich in der Regel von allein bis zum Abschluss der Pubertät. Dies ist ein spontaner Prozess, der sich individuell sehr unterschiedlich vollzieht: Laut den Leitlinien der Deutschen Gesellschaft für Kinderchirurgie und anderer Fachgesellschaften hat sich im Alter von 7 Jahren etwa bei der Hälfte und im Alter von 10 Jahren bei zwei Dritteln der Jungen die physiologische Phimose „weitgehend“ gelöst, sie ist aber auch bei 8 % der 13-Jährigen noch anzutreffen.
Mehrere Studien wurden in den letzten Jahrzehnten zur Vorhautentwicklung publiziert, die zeigen, dass die Ablösung der physiologischen Phimose bis zum Abschluss der Pubertät dauern kann. Bei einem hohen Anteil an Jungen (je nach Studie bis 58 %) wird die Vorhaut erst im Verlauf der Pubertät (etwa 11. bis 17. Lebensjahr) vollständig zurückziehbar:
- Kabaya u. a. (1996) fanden im Rahmen ihrer Untersuchung von 603 japanischen Jungen im Alter zwischen 0 und 15 Jahren eine vollständig zurückziehbare Vorhaut (d. h. eine Vorhaut, die soweit zurückziehbar war, um die gesamte Eichel freizulegen) bei 0 % der unter 1-jährigen Jungen, bei 16,5 % der 3- bis 4-Jährigen, sowie bei 63 % der 11- bis 15-jährigen Jungen.[7]
- Ishikawa und Kawakita (2004) fanden im Rahmen ihrer Studie von 242 japanischen Jungen im Alter zwischen 0 und 15 Jahren eine vollständig zurückziehbare Vorhaut bei 0 % der 1-jährigen Jungen. Dieser Anteil stieg auf 77 % bei den 11- bis 15-jährigen Jungen.[8]
- Ko u. a. (2007) fanden im Rahmen ihrer Untersuchung von 1145 taiwanischen Jungen im Alter zwischen 7 und 13 Jahren eine vollständig oder beinahe vollständig zurückziehbare Vorhaut bei 71,7 % der 7-jährigen Jungen, bei 72,4 % der 10-Jährigen sowie bei 84,1 % der 13-Jährigen.[9]
- Concepción u. a. (2008) fanden im Rahmen ihrer Untersuchung von 1200 kubanischen Jungen im Alter zwischen 0 und 16 Jahren eine vollständig zurückziehbare Vorhaut bei 3,7 % der Jungen im Alter von unter einem Jahr und bei 80,9 % der Jungen in der Altersgruppe 11 bis 16 Jahre.[10]
- Yang u. a. (2009) untersuchten im Rahmen ihrer Studie die Vorhautentwicklung bei 10421 chinesischen Jungen im Alter zwischen 0 und 18 Jahren. Sie fanden eine vollständig zurückziehbare Vorhaut bei 10,7 % der 3- bis 6-jährigen Jungen, bei 23,7 % der 7- bis 10-Jährigen sowie bei 42,3 % der 11- bis 18-Jährigen.[5]

Im Rahmen der Lösung der physiologischen Phimose kommt es häufig zu gelblich schimmernden Epithel-Talg-Retentionen (sog. Smegma-Retentionszysten oder Smegma-Perlen) als natürliches Entwicklungsphänomen. Diese bestehen aus Talgdrüsensekret und Abbauprodukten der Schleimhautzellen. Sie sind harmlos und nicht behandlungsbedürftig. Ebenso kann die physiologische Phimose mit einer Ballonierung der Vorhaut bei der Miktion einhergehen. Dabei handelt es sich um ein harmloses Phänomen. Die Ballonierung bei physiologischer Phimose führt zu keinen Beeinträchtigungen der Harnblase oder der Blasenentleerung. Patienten mit physiologischer Phimose und ballonierender Vorhaut weisen normale Harnwege, eine normale Blasenwanddicke, sowie normale maximale Harnflussraten auf.

## Primäre Phimose
Eine physiologische Phimose, die sich bis zum Abschluss der Pubertät nicht vollständig zurückgebildet hat, wird als primäre Phimose bezeichnet.
Die Ursache (Ätiologie) dieser Störung ist unbekannt.

## Sekundäre Phimose

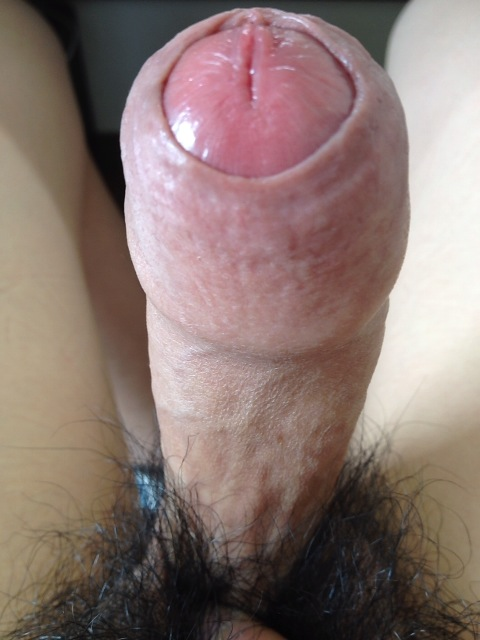
Eregierter Penis mit Phimose

Eine sekundäre Phimose, auch pathologische Phimose genannt, entsteht infolge einer Vernarbung der Penisvorhaut-Öffnung. Diese Vernarbung wiederum ist häufig die Folge von lokalen Entzündungen, traumatischen Retraktionsversuchen, oder von Lichen sclerosus, einer entzündlichen, nicht ansteckenden Hauterkrankung, die zu einer weißlich-derben Veränderung der Vorhaut führt.
Die sekundäre Phimose kennzeichnet sich durch einen narbigen Schnürring. Bei durch Lichen sclerosus verursachten sekundären Phimosen sind häufig weißliche Narben- und Plaquebildungen vorhanden.
Die Diagnostik besteht im Wesentlichen aus der Anamnese und der klinischen Untersuchung: Bei der klinischen Untersuchung muss ein narbiger Schnürring von einer narbenfreien, engen Vorhaut unterschieden werden. Ausgeprägte weißliche Narben- und Plaquebildungen sprechen für das Vorliegen eines Lichen sclerosus. Dieser kann auch die Epithel der Eichel (Glans penis) und die Harnröhre betreffen. Die Anamnese soll unter anderem Fragen nach Vorerkrankungen wie Harntransportstörungen, Harnwegsinfekten, Paraphimose, oder lokalen Entzündungen sowie klinischen Symptomen wie Schmerzen oder Auffälligkeiten des Harnstrahles umfassen.

## Paraphimose

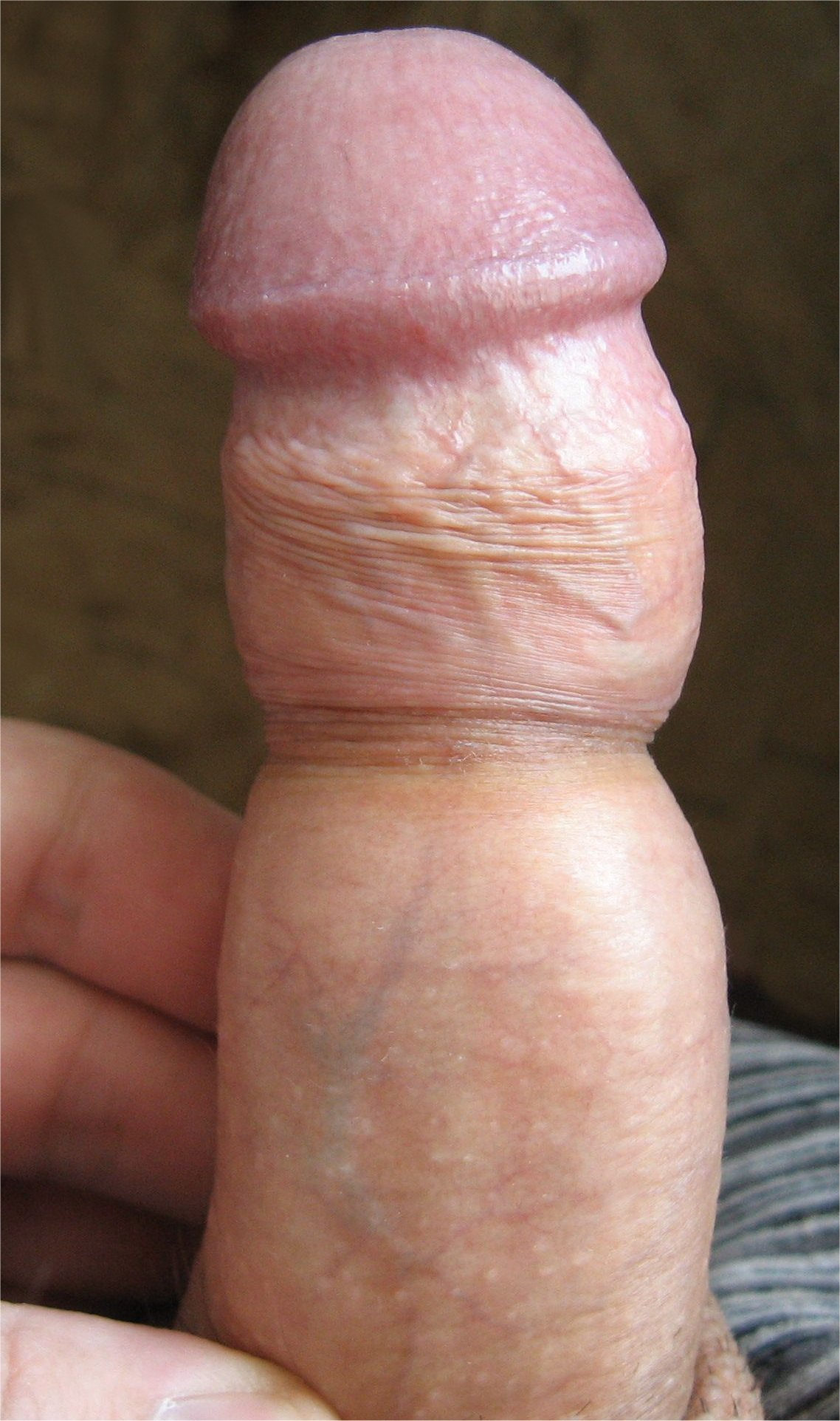
Phimotischer Schnürring bei zurückgezogener Vorhaut

Paraphimose, auch „spanischer Kragen“ genannt, bezeichnet einen urologischen Notfall, bei dem die gewaltsam zurückgezogene, verengte Vorhaut die Eichel (Glans penis) einklemmt. Es kommt zur Störung des Blutabflusses und schmerzhaftem Anschwellen von Vorhaut und Eichel. Wenn sich das Ödem nicht durch Druck und vorsichtige Massage beseitigen lässt, sollte umgehend ein Arzt aufgesucht werden. Dieser kann unter örtlicher Betäubung entweder die eingeklemmte Vorhaut oft erfolgreich wieder unblutig über die Eichel in die Normalposition vorziehen oder sie andernfalls operativ spalten (dorsale Inzision), um eine akute Schädigung der Eichel durch Mangeldurchblutung zu verhindern. Bei Nichtbehandlung droht neben starken Schmerzen auch durch Gangränbildung der Verlust der Eichel.

## Behandlung
Für die Behandlung der Phimose stehen nach heutigem medizinischen Stand zwei Hauptverfahren offen: konservative (nichtoperative) und operative Behandlungen. Forschungsbemühungen der letzten Jahre machen deutlich, dass konservative Maßnahmen sehr kostengünstig und effektiv sein können.

### Indikation
Laut den aktuellen Phimose-Leitlinien der Deutschen Gesellschaft für Kinderchirurgie und anderer Fachgesellschaften sollen Phimosen nicht allein aufgrund des Vorliegens einer Enge per se, sondern nur bei bestehenden oder unmittelbar zu erwartenden Beschwerden behandelt werden.
Der Behandlungsverlauf gemäß der Leitlinien lautet wie folgt:
- Physiologische Vorhautverklebungen und -engen (physiologische Phimosen) sollen keine Indikation zur (konservativen oder operativen) Behandlung sein.

- Eine Therapie der primären oder sekundären Phimose sollte nur dann erfolgen, wenn die Patienten Beschwerden haben oder solche unmittelbar zu erwarten sind – beispielsweise Miktionsbeschwerden, Kohabitationsbeschwerden oder eine Paraphimose. Durch Lichen sclerosus bedingte sekundäre Phimosen sind grundsätzlich immer zu behandeln.

- Vor einer operativen Therapie soll zunächst eine konservative Therapie der Vorhaut mit einer steroidhaltigen Salbe oder Creme vorgenommen werden. Hiermit kann in bis zu 90 % der Fälle eine Vorhautlösung und Erweiterung erreicht werden. Erst nach erfolgloser konservativer Therapie soll bei Fortbestehen der Phimose und der Beschwerden eine operative Therapie erfolgen.

Lichen sclerosus bedingte sekundäre Phimosen stellen hinsichtlich des Behandlungsverlaufs einen Sonderfall dar. Gemäß den aktuellen Phimose-Leitlinien kann bei vorliegendem Lichen sclerosus entweder eine konservative Corticoidtherapie oder auch eine primäre operative Therapie vorgenommen werden. Die konservative Behandlung bei Lichen sclerosus sollte generell mittels hochpotenten Corticoiden (Clobetasolpropionat 0,05 %) erfolgen. Die Erfolgsquoten der konservativen Behandlung sind bei einem Lichen sclerosus generell geringer. Die operative Behandlung beschränkt sich auf die Zirkumzision, da vorhauterhaltende Verfahren (Vorhautplastiken) bei Lichen sclerosus aufgrund des erheblichen Rückfallrisikos nicht möglich sind.
Bei Jungen im Säuglingsalter, die rezidivierende Harnwegsinfekte und höhergradige angeborene Harntraktfehlbildungen (vesikorenaler Reflux Grad III oder höher) aufweisen, kann eine Zirkumzision als prophylaktische Maßnahme gegen Harnwegsinfekte sinnvoll sein. Eine Corticoidbehandlung hat in diesen Fällen vermutlich eine ähnliche Wirkung wie die Zirkumzision.

### Konservative Behandlung
Die sogenannte konservative, d. h. nicht operative Behandlung umfasst die Dehnung der Phimose oder das Lösen der Verklebung durch vorsichtiges Verschieben der Vorhaut, – soweit dies schmerzfrei und ohne Widerstand möglich ist – unter Aufbringung steroidhaltiger bzw. corticoidhaltiger Salbenpräparate. Diese Maßnahme wird über einen längeren Zeitraum durchgeführt und hat bei sachgerechter Durchführung keine Nebenwirkungen; insbesondere stellt sie keinen schwer reversiblen Eingriff dar. Die Erfolgsquote bei der konservativen Behandlung von Phimosen mit Salbenpräparaten liegt laut Deutscher Gesellschaft für Kinderchirurgie und anderer Fachgesellschaften bei bis zu 90 Prozent. Aufgrund ihrer Kosten-Nutzen-Bilanz werden konservative Verfahren heutzutage als Methode der Wahl zur Behandlung von Phimosen vorgeschlagen.

### Operative Behandlung
Operative Behandlungen bei Kindern sollten gemäß der Leitlinien der Deutschen Gesellschaft für Kinderchirurgie unter Allgemeinanästhesie (Narkose) erfolgen, ergänzt durch regionalanästhetische Verfahren zur Reduktion der benötigten Narkosegase und zur Verminderung des postoperativen Wundschmerzes.
Technisch unterscheidet man zwischen verschiedenen Operationsprinzipien, bei denen die Vorhaut entweder operativ geweitet (Vorhautplastik) oder aber vollständig oder teilweise entfernt wird (Zirkumzision).

#### Präputiumplastik

Erweiterungsplastik der Vorhaut

Eine Präputiumplastik oder Vorhautplastik bezeichnet eine Operationsmethode, bei der die Vorhaut vollständig erhalten bleibt. Hierbei werden ein kosmetisch gutes Operationsergebnis und eine vollständige Erhaltung der Vorhaut erreicht. Das Grundprinzip vieler dieser Vorhautplastiken besteht in einem oder mehreren kleinen Längsschnitten (Inzisionen) und der anschließenden Quervernähung der Wunddefekte. Man unterscheidet zwischen verschiedenen Operationsverfahren:
- Dorsalschnitt mit transversalen Verschlüssen: Bei dieser Operationstechnik erfolgt eine kleine Inzision längs durch den stenotischen (verengenden) Ring und wird anschließend quervernäht (transversal verschlossen).[20][21]
- Laterale Präputiumplastik: Die laterale Präputiumplastik stellt eine kleine Verfeinerung des Dorsalschnitts mit transversalem Verschluss dar. Hierbei werden zwei kleine laterale Längsschnitte ausgeführt und anschließend quervernäht.
- Triple Inzision: Die Triple Inzision ist eine Methode zur Vorhauterweiterung. Dabei erfolgen unter lokaler oder Allgemeinnarkose drei kleine Längsschnitte in die Vorhaut, welche auf die erforderliche Weite gedehnt und wieder vernäht werden.[22][23]

Bei durch Lichen sclerosus verursachten sekundären Phimosen können vorhauterhaltende Verfahren allerdings nicht zur Anwendung kommen, weil diese die ursächliche Hauterkrankung nicht beseitigen und somit ein erhebliches Rückfallrisiko besteht.
Wenn nach einer erfolglosen Dehnungstherapie mit corticoidhaltiger Salbe ein operativer Eingriff unumgänglich wird, ist eine Präputiumplastik aufgrund ihrer geringeren Morbidität, geringeren Komplikationsrate und niedrigeren Kosten der klassischen Zirkumzision immer vorzuziehen.

Beispiel: Vorhauterhaltende Operation
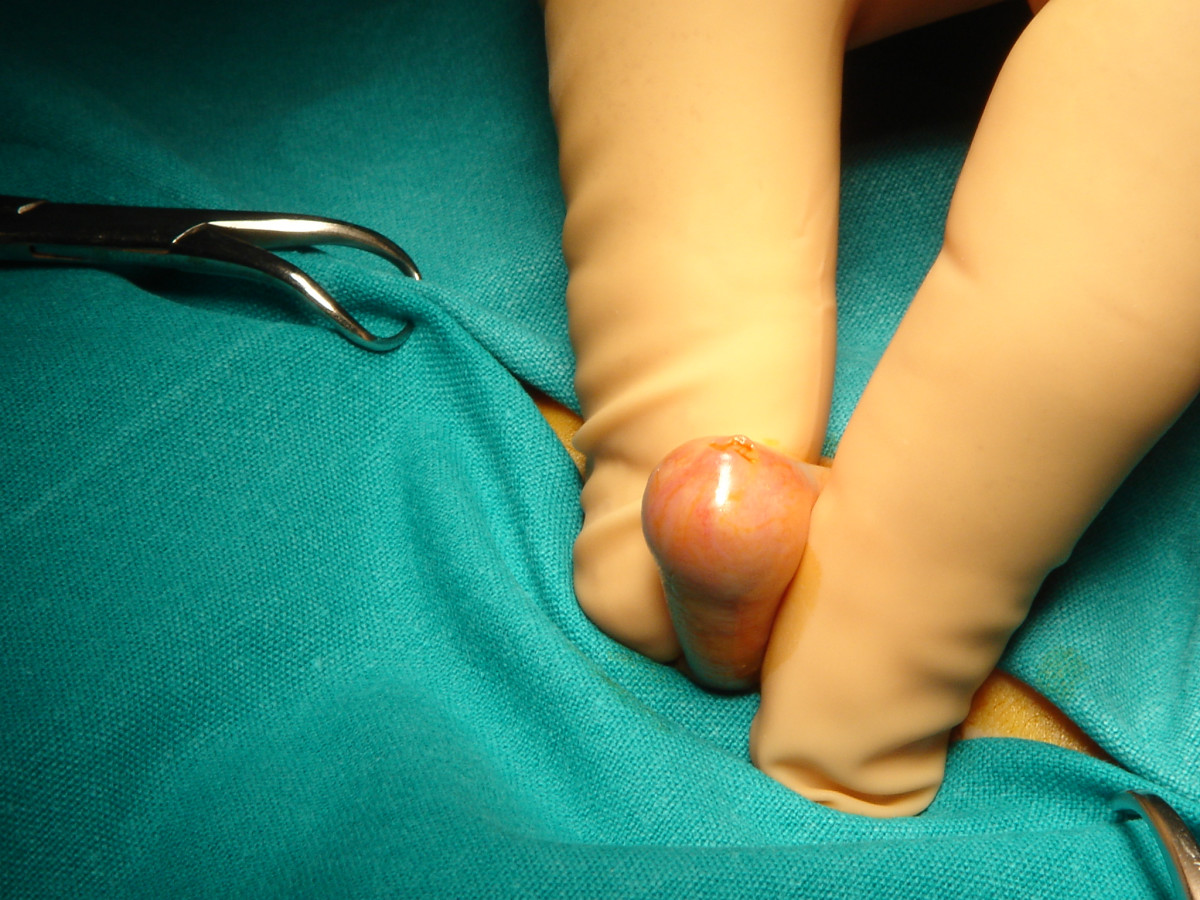
Phimose bei einem Jungen, vor der Operation
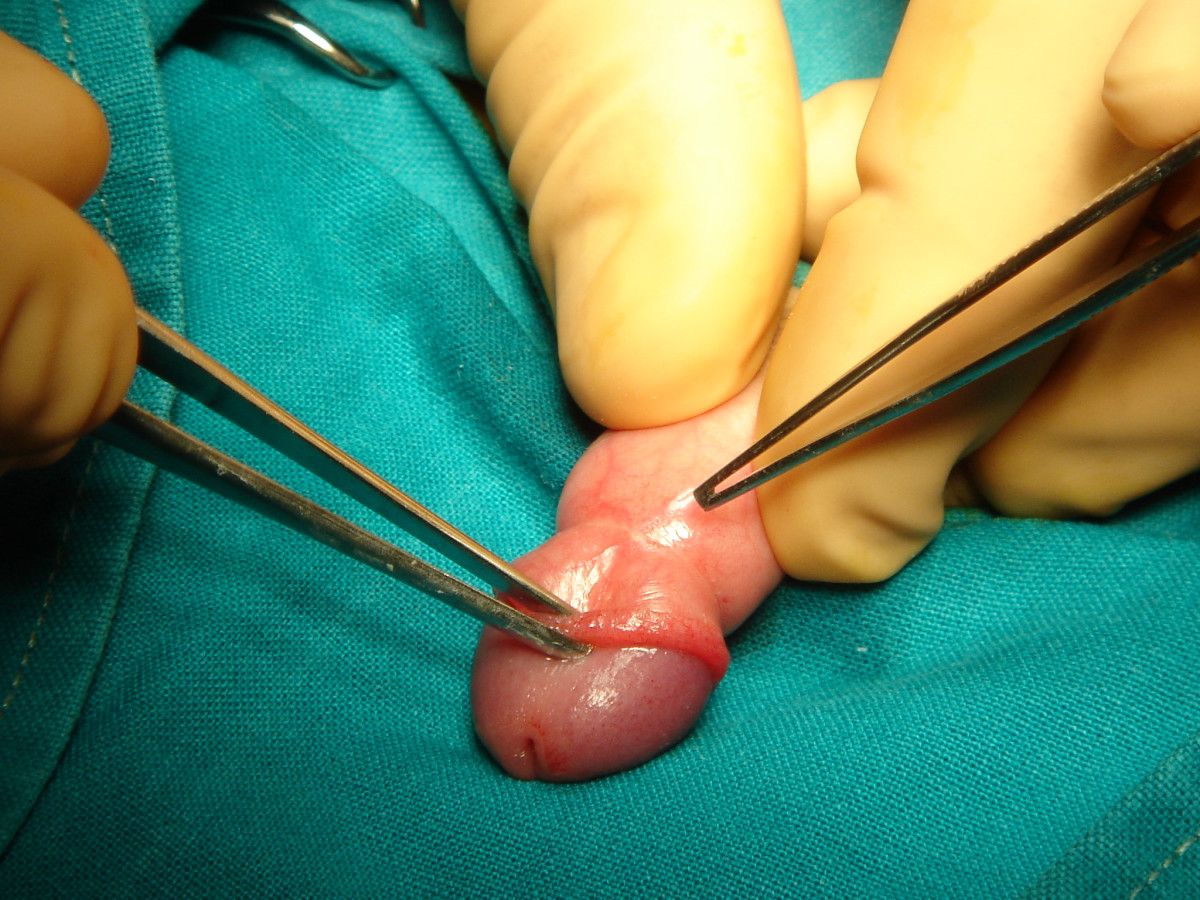
Der verengte Bereich
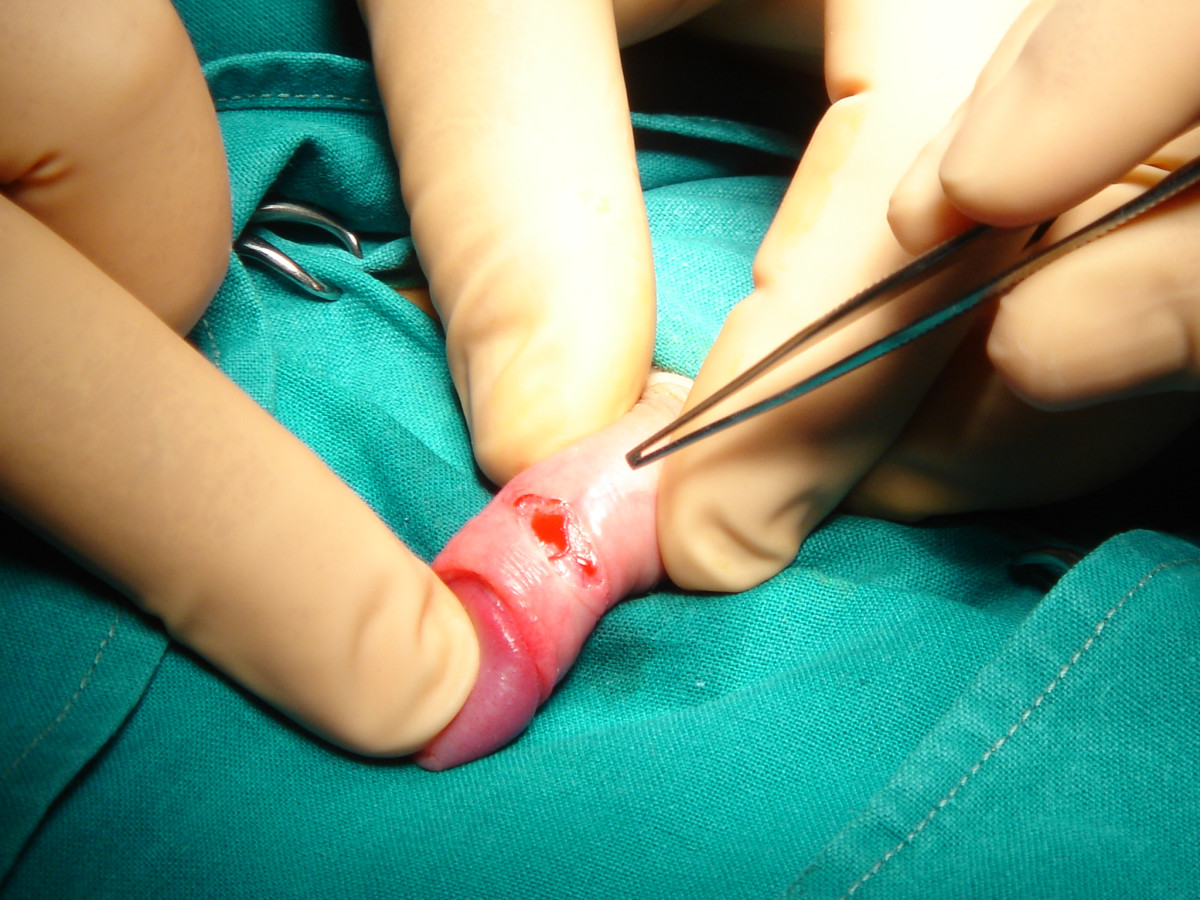
Einschnitt in die Haut
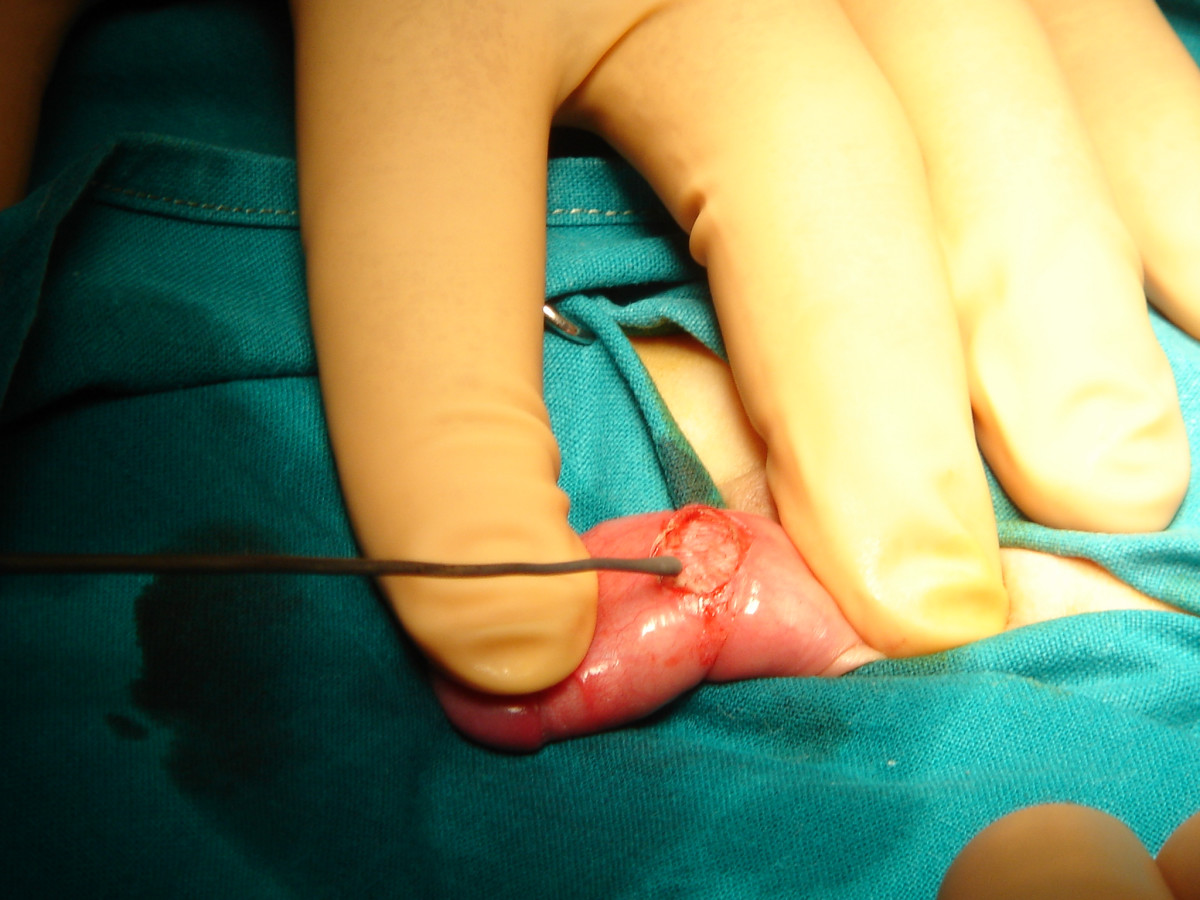
Stillung der Blutung durch thermische Koagulation
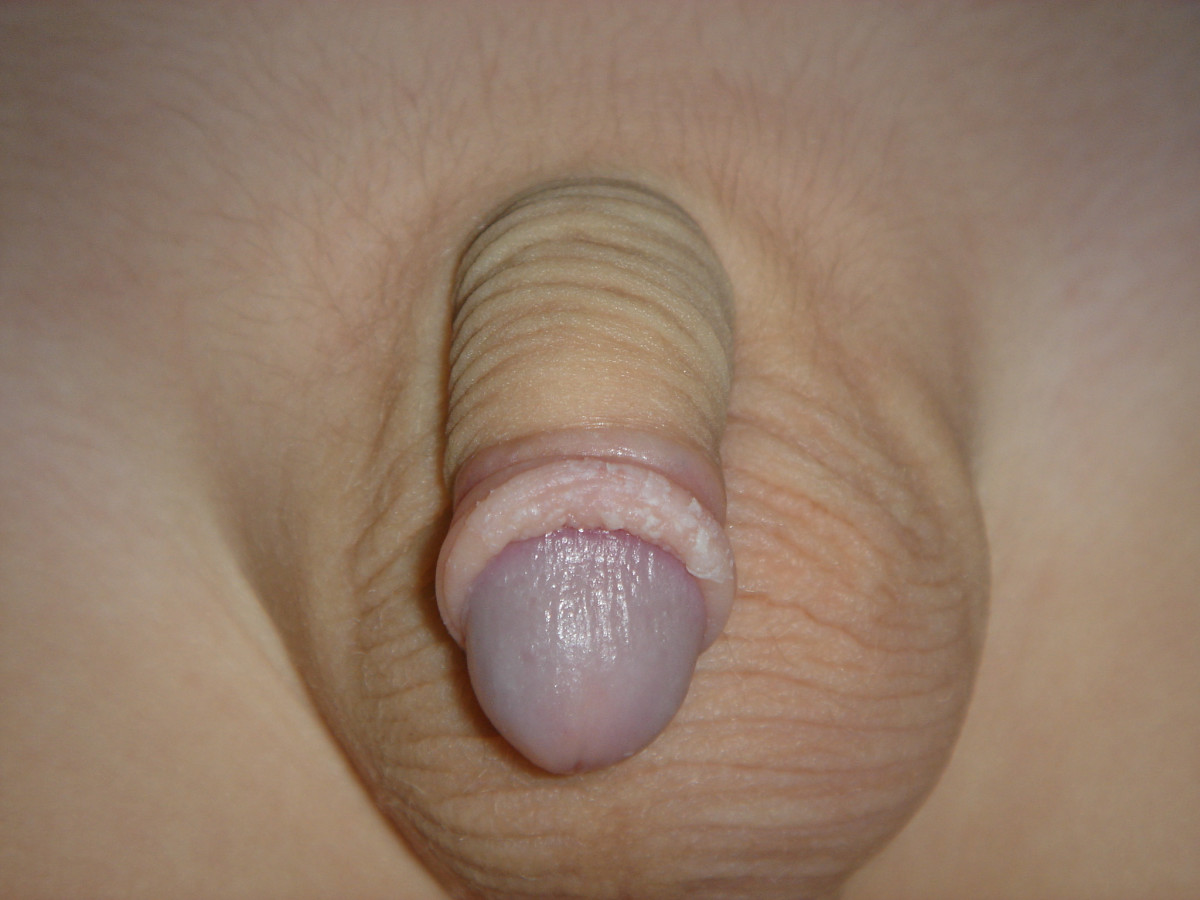
Sechs Monate nach der Operation mit zurückgezogener Vorhaut
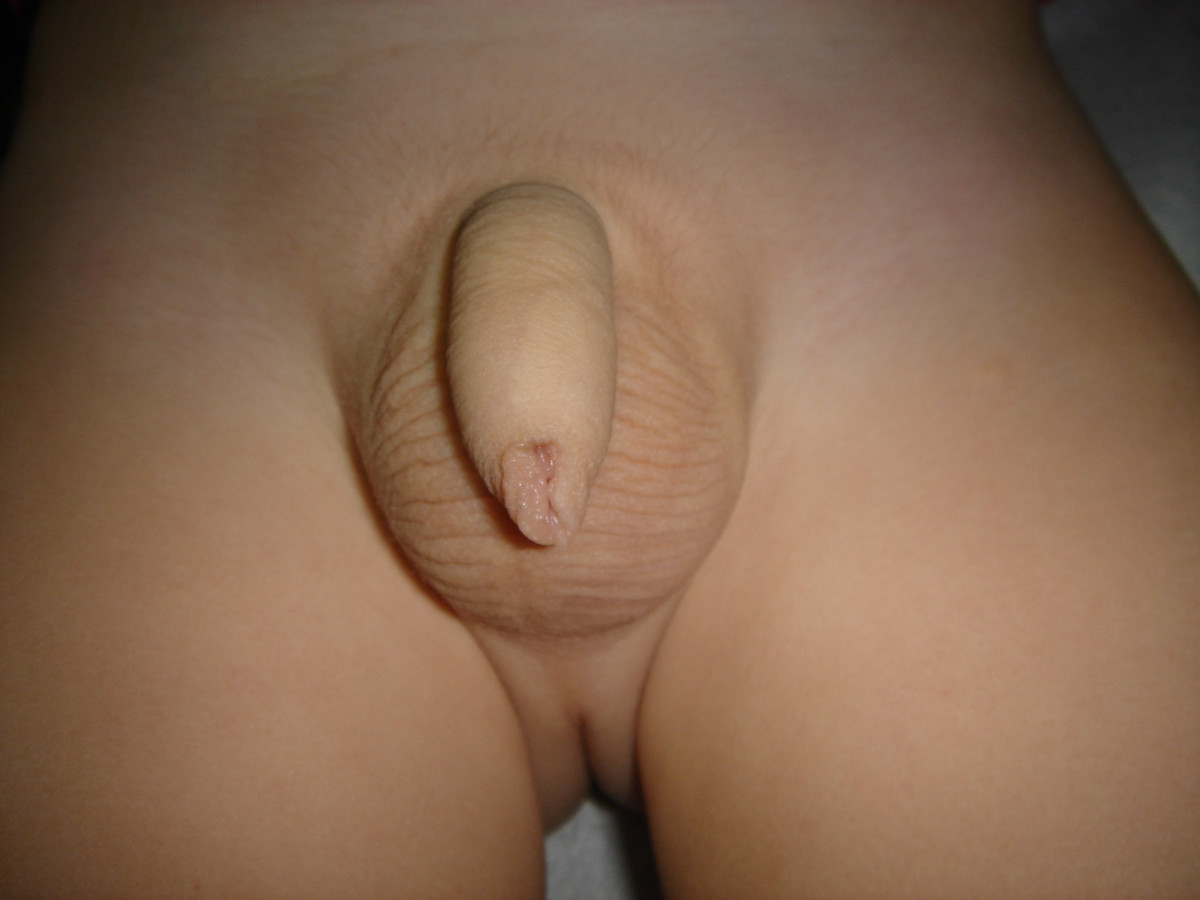
Sechs Monate nach der Operation mit geschlossener Vorhaut

#### Zirkumzision
Bei der Zirkumzision wird die Vorhaut, je nach medizinischer Notwendigkeit, gegebenenfalls unter Einbeziehung kosmetischer Aspekte oder dem Wunsch des Patienten oder seiner Sorgeberechtigten, entweder ganz entfernt (radikale Zirkumzision) oder aber nur der vordere verengte Teil der Vorhaut reseziert (partielle Zirkumzision). Die Zirkumzision ist indiziert bei schweren Fällen von sekundärer Phimose, bei denen eine konservative Therapie mit steroid-haltiger Salbe zuvor keinen Heilungserfolg brachte und eine vorhauterhaltende Präputiumplastik primär nicht erfolgversprechend ist (beispielsweise bei Lichen sclerosus).

#### Komplikationen operativer Verfahren
Das spezifische Risiko partiell resezierender bzw. vorhauterhaltender Verfahren liegt in der Möglichkeit des Auftretens narbiger Rezidiv-Phimosen.
Zirkumzisionen sind mit einer signifikanten Komplikationsrate behaftet. Auch unter optimalen Bedingungen in einem qualifizierten chirurgischen Zentrum ist mit einer Komplikationsrate von etwa 5 % zu rechnen. Diese umfassen Nachblutungen, Wundinfektionen, sowie Penisdeviationen/-torsionen. Weitere Komplikationen sind Verletzungen der Eichel bis hin zu Amputationen oder Urethralfisteln. Besondere Beachtung verlangt die Meatusstenose (Verengung der Harnröhrenöffnung). Die Häufigkeit dieser Komplikation ist besonders bei Zirkumzisionen im Neugeborenenalter erhöht.
Die Vorhaut, die bei einer korrekt durchgeführten Zirkumzision entfernt wird, entspricht bis zu 50 % der am Penis befindlichen Haut. Sie besitzt eine große Anzahl an spezialisierten Nervenendigungen wie Merkel-Zellen, Vater-Pacini-Körperchen und Meissner-Tastkörperchen und ist aufgrund ihrer nervalen Ausstattung sehr sensibel. Ihre Entfernung hat einen messbaren Sensibilitätsverlust zur Folge. Dadurch lassen sich negative Auswirkungen der Zirkumzision auf das sexuelle Erleben als Komplikation erklären. Laut Leitlinien der Deutschen Gesellschaft für Kinderchirurgie soll daher vor Durchführung einer Zirkumzision darüber aufgeklärt werden, dass es durch den bei der Beschneidung resultierenden Hautverlust zu einem Sensibilitätsverlust kommen kann, der wiederum möglicherweise das spätere Sexualleben beeinflusst.
Eingriffe am Genitale bei Kindern können auch psychische Langzeitfolgen haben. Entwicklungsbedingte psychosexuelle Konflikte von Kindern können verstärkt werden und die Entwicklung von Angst- und Verhaltensstörungen bedingen.

## Verkürztes Vorhautbändchen (Frenulum breve)
Neben der Vorhautverengung kann auch ein verkürztes Vorhautbändchen Grund für Schwierigkeiten beim Zurückziehen der Vorhaut sein. Man spricht dann vom Frenulum breve.

## Dokumentationen
- Jungenbeschneidung - Mehr als nur ein kleiner Schnitt. TV-Dokumentation, SWR 2023.
- Risiko Beschneidung: Hat Florians Arzt falsch gehandelt? – Beitrag von SWR-Wissen zum Thema Phimose und medizinisch indizierte Beschneidung, TV-Dokumentation, SWR 2023.